# Kräusenbier
 (avril 2021).
Si vous disposez d'ouvrages ou d'articles de référence ou si vous connaissez des sites web de qualité traitant du thème abordé ici, merci de compléter l'article en donnant les références utiles à sa vérifiabilité et en les liant à la section « Notes et références ».
La Kräusenbier est un type de bière originaire d'Allemagne. C'est une variété de naturtrübe c'est-à-dire de bière non filtrée comme la Kellerbier, la Zwickelbier ou la Zoigl qui contient 5 % d'alcool en volume.
C'est une bière blonde de spécialité de type pils (à fermentation basse) qui tire son nom de l'effervescence mousseuse de surface provoquée par la fermentation de la bière ; c'est la phase préparatoire de la mousse qui apparaît ensuite. C'est une bière jeune et trouble.